# Club de Budapest
Fondé en 1993, le club de Budapest est une association informelle internationale consacrée à l'élaboration d'une nouvelle façon de penser et une nouvelle éthique qui aideront à résoudre les problèmes sociaux, politiques, économiques et des défis écologiques du XXIe siècle.  « Comment répondre de manière positive, durable et intégrale à la crise systémique contemporaine dans ses dimensions économique, sociale et écologique ? » interrogeait Edgar Morin au Club de Budapest, le 10 mars 2009. 

## Historique
L'idée de créer le club de Budapest est venue d'une suggestion de l'économiste mexicain Víctor Urquidi, lors des conversations entre Aurelio Peccei, le cofondateur et premier président du club de Rome et Ervin Laszlo. Aurelio Peccei, après avoir lu le livre A strategy for the Future d'Ervin Laszlo, l'avait contacté et ce dernier 

« aurait - dit-il, voulu réformer le Club de Rome, car sa centaine de membres, essentiellement des businessmen ou des politiciens, n'arrivait pas à toucher le cœur ni l'esprit des sociétés au sens large »

.  Laszlo devient membre fondateur du Club de Budapest, puis président. 
Le club de Rome était constitué de personnalités de très haut niveau des domaines scientifiques, politiques et des affaires, difficile à faire évoluer de la sorte. L'idée a donc été de créer un club annexe, pour équilibrer la pensée rationnelle dans ce domaine de la prospective, avec l'aspect intuitif qu'apportent la créativité dans les arts, la littérature, et la spiritualité, et en impliquant quelques-uns des esprits les plus connus et les plus créatifs de l'époque.

## Mission
« Le club de Budapest est une association informelle de personnes créatives dans différents domaines de l’art, la littérature et de la spiritualité. Il se consacre à la proposition que c’est seulement en nous changeant nous-mêmes que nous pouvons changer le monde – et que pour nous changer nous-mêmes nous avons besoin de ce genre de pénétration et de perception que l’art, la littérature et les domaines spirituels peuvent le mieux procurer », explique Ervin Laszlo, fondateur du club de Budapest.
L'ambition première du club est de « centrer l'attention sur l'évolution des valeurs humaines et la conscience comme facteurs cruciaux dans le changement de cours d'une race en voie vers la dégradation, la polarisation et le désastre, pour amener  une refonte des valeurs et des priorités afin d'orienter les transformations d'aujourd'hui en direction de l'humanisme, de l'éthique et d'une durabilité intégrale. »
La philosophie du club est basée sur la constatation que les énormes défis auxquels l'humanité doit actuellement faire face ne peuvent être surmontés que par le développement d'une conscience culturelle globale. Sa mission est d'être un catalyseur pour la transformation en un monde durable.

## Organisation
Le président du club de Budapest est Ervin Laszlo et son organe exécutif le conseil d'administration. Il se compose de membres d'honneur (dont certains font également partie du club de Rome) et de créatifs, issus du monde de l'art, du cinéma, de la politique, de la philosophie, de l'économie, etc..
Le club de Budapest a actuellement[Quand ?] des branches nationales dans les pays suivants : Autriche, Brésil, Canada, Chine, France, Allemagne, Hongrie, Inde, Italie, Japon, Mexique, Samoa, Suisse, Turquie, États-Unis (Hawaii) et Venezuela. 
La section française organise trois ou quatre fois par an des événements sur des thématiques qui lui tiennent à cœur, correspondant aux valeurs qu'elle souhaite partager, où interviennent des spécialistes comme Patrick Viveret, Edgar Morin, etc..

## Prix décernés par le club de Budapest
Entre 1996 à 2004, le club a émis une série de récompenses.  
Le prix Conscience planétaire était décerné à des personnalités pour leurs exemples remarquables de conscience mondiale dans l'action.
Le prix Changer le monde - Prix de la meilleure pratique avait lui pour but de promouvoir les projets innovants utilisant les meilleures pratiques dans le monde concernant, entre autres, le développement durable :
- en appliquant les critères de l'Agenda 21 sur les plans social et écologique d'une manière particulièrement innovante, exemplaire, efficace et intégrale ;
- en disposant d'un potentiel particulier pour lancer le processus fondamental de changement vers un monde responsable et axé vers un mode de pensée gagnant-gagnant ;
- en ayant simultanément un potentiel implicite d'application dans des domaines différents[19],[20].

## Actions dans le monde
Le club de Budapest organise des sommets et des conférences dans le monde entier, et soutient les initiatives innovantes et bénéfiques pour l'humanité et le devenir de la planète, tout en étant dans l'état d'esprit de la théorie intégrale, projets pour lesquels le club de Budapest a décerné différents prix.
Le club de Budapest est membre fondateur du plan Marshall global, dont le but est d'améliorer le cadre contraignant de l'économie mondiale afin de mettre celle-ci en harmonie avec l'environnement, la société et la culture.
En 2007, le club de Budapest crée sa plate-forme opérationnelle à travers le réseau mondial WorldShift Network qui retrace, connecte et encourage toutes les associations et particuliers travaillant honnêtement et de façon durable à déplacer la tendance mortelle du changement global actuel dans une direction favorisant l'efficacité politique au sein de la société civile. Il est animé par les capacités humaines que sont la conscience de soi, la compassion et la sagesse. Ainsi, le réseau WorldShift ambitionne de donner naissance à une nouvelle culture mondiale, profondément imprégnée par l'esprit, ainsi que de faire évoluer la conscience planétaire, en lui donnant comme modèles l'amour, la préservation et la promotion de la vie.
En 2009, le club de Budapest formule une déclaration d'État d'urgence mondial, adoptée dans le cadre d'une consultation d'urgence mondiale, attire l'attention sur la réalité de la crise et invite toutes les personnes responsables et les organisations à approuver le présent projet pour réunir la conscience, la créativité, et la volonté de prendre des mesures pour y faire face.
En juin 2010, le réseau social WorldShift 2012 se donne comme défi de cocréer les fondations d'un monde pacifique, juste et durable d'ici à la fin de 2012. Ce mouvement organise un sommet au Canada du 24 au 27 juin 2010, en parallèle du sommet du G20 à Toronto, afin de préparer une vingtaine d'axes d'évolutions possibles.

## Membres
- Aguida Zanol
- Akio Shoji
- Aleandro Tommasi
- Amod Kanth
- Anna Bacchia
- Allan Combs
- Avon Mattison
- Barbara Gaughen
- Barbara Marx Hubbard
- Bernd Weikl
- Bibi Russell
- Celia Russo
- Christiane Röderer
- Dana Amma Day
- David Woolfson
- Deepti Tewari
- Dominic Search
- Duane Elgin
- Elizabeth Sahtouris
- Franz Alt
- Gareth Strangemore-Jones
- Gedeon Dienes
- Georg Winter
- George Kibedi
- Gerhard Schweter
- Gunter Pauli
- Gustavo Correa
- Hans-Jürgen Müller
- Helena Norberg-Hodge
- Helga Breuninger
- Herman van Veen
- Herman Wijffels
- Jaleh Joubine-Khadem
- Jane Taylor
- Joannie Misrack
- Jurriaan Kamp
- Kambiz Poostchi
- Kim McArthur
- Lola Kristof
- Loni Kreuder
- Lucile W. Green
- Ludwig Gebhard
- Ludwig Tuman
- Marcia Odell
- Maryem Le Saget
- Michel Random
- Nancy Wimmer
- Nicanor Perlas
- Nitamo Montecucco
- Paul H. Ray
- Peter Eigen
- Peter Engberg
- Peter Hesse
- Polly Higgins
- Richard Tarnas
- Rosi Gollmann
- Ruediger Dahlke
- Shamil Fattakhov
- Steve Dillenburg
- Suheil Bushrui
- Surjo R. Soekadar
- Swami Kriyananda
- Tom Oliver
- Vinay Sansi
- Xokonoschtletl Gomora
- Zev Naveh